# Tennis op de Olympische Jeugdzomerspelen 2010
Tennis is een van de Olympische sporten die beoefend werden tijdens de Olympische Jeugdzomerspelen 2010 in Singapore. De wedstrijden werden gespeeld van 15 tot en met 21 augustus 2010 in het Kallang Tennis Centre in Kallang.

## Deelnemers
De deelnemers moeten in 1992 of 1993 geboren zijn. Het aantal deelnemers is door het IOC op 32 jongens en 32 meisjes gesteld. Per land mogen twee jongens en twee meisjes mee doen.
Op basis van de wereldranglijst per 31 mei 2010 voor junioren (waarin enkelspel en dubbelspel wordt gecombineerd) en de ATP-wereldranglijst/WTA-wereldranglijst voor senioren werden de beste 12 spelers geselecteerd. Vervolgens worden op basis van die ranking nog eens zes tennissers uit Europa, vier uit Azië/Oceanië, drie uit Zuid-Amerika, twee uit Noord-Amerika/Caraïben en één uit Afrika geselecteerd, waarbij rekening werd gehouden met het maximum van twee jongens en meisjes per land. Het gastland mocht één jongen en één meisje inschrijven. De overige drie plaatsen bij de jongens en de meisjes werden door het IOC en de International Tennis Federation aangewezen waarbij er voor werd gezorgd dat uiteindelijk elk land ten minste vier sporters kon laten deelnemen aan de Jeugdspelen.
Bovendien gold dat per land het totaal aantal sporters, bekeken over alle individuele sporten en het basketbal tijdens deze Jeugdspelen, is beperkt tot 70.

## Onderdelen
Voor het dubbelspel worden teams gevormd uit de deelnemers aan de enkelspelen. In eerste instantie uit hetzelfde land, vervolgens per continent, continent/zone en intercontinentaal.

## Kalender
| Augustus | 14 | 15 | 16 | 17 | 18 | 19 | 20 | 21 | 22 | 23 | 24 | 25 | 26 |
| -------- | -- | -- | -- | -- | -- | -- | -- | -- | -- | -- | -- | -- | -- |
| Zeilen   |    |    |    |    |    |    | 2  | 2  |    |    |    |    |    |

|  | Competitie |  | Finale |

## Medailles

### Jongens
| Discipline | Goud    | Goud                       | Zilver | Zilver                         | Brons | Brons                        |
| ---------- | ------- | -------------------------- | ------ | ------------------------------ | ----- | ---------------------------- |
| Enkelspel  | COL     | Juan Sebastian Gomez       | IND    | Yuki Bhambri                   | BIH   | Damir Dzumhur                |
| Dubbelspel | GBR CZE | Oliver Golding Jiri Vesely | RUS    | Victor Baluda Mikhail Biryukov | SVK   | Filip Horansky Jozef Kovalik |

### Meisjes
| Discipline | Goud | Goud                      | Zilver | Zilver                         | Brons   | Brons                         |
| ---------- | ---- | ------------------------- | ------ | ------------------------------ | ------- | ----------------------------- |
| Enkelspel  | RUS  | Darja Gavrilova           | CHN    | Zheng Saisai                   | SVK     | Jana Čepelová                 |
| Dubbelspel | CHN  | Tang Haochen Zheng Saisai | SVK    | Jana Čepelová Chantal Škamlová | BEL HUN | An-Sophie Mestach Tímea Babos |

### Medailleklassement
| Plaats | Land                  | NOC    | Goud | Zilver | Brons | Totaal |
| ------ | --------------------- | ------ | ---- | ------ | ----- | ------ |
| 1      | Rusland               | RUS    | 1    | 1      | 0     | 2      |
| 1      | China                 | CHN    | 1    | 1      | 0     | 2      |
| 3      | Colombia              | COL    | 1    | 0      | 0     | 1      |
| 4      | Slowakije             | SVK    | 0    | 1      | 2     | 3      |
| 5      | India                 | IND    | 0    | 1      | 0     | 1      |
| 6      | Bosnië en Herzegovina | BIH    | 0    | 0      | 1     | 1      |
| -      | Gemengde landenteams  | MIX    | 1    | 0      | 1     | 2      |
| Totaal | Totaal                | Totaal | 4    | 4      | 4     | 12     |